# Salvation (Cult of Luna)
Salvation è il terzo album in studio della band doom metal Cult of Luna, pubblicato nel 2004.

## Tracce
1. Echoes – 12:30
2. Vague Illusions – 10:14
3. Leave Me Here – 7:15
4. Waiting for You – 10:47
5. Adrift – 7:19
6. White Cell – 5:40
7. Crossing over – 8:32
8. Into the Beyond – 11:26

## Formazione
- Klas Rydberg — voce
- Johannes Persson — chitarra e voce
- Erik Olofsson — chitarra
- Thomas Hedlund — batteria e percussioni
- Magnus Lindberg — percussioni
- Andreas Johansson — basso
- Anders Teglund — tastiera